# Ernstfeld (Kirchenthumbach)
Ernstfeld ist ein Ortsteil von Kirchenthumbach, einem Markt im Oberpfälzer Landkreis Neustadt an der Waldnaab in Bayern.

## Geografische Lage
Der Weiler Ernstfeld liegt ca. 1,5 km südlich von Kirchenthumbach am Südrand des Naturparks Nördlicher Oberpfälzer Wald und grenzt nördlich direkt an den Truppenübungsplatz Grafenwöhr. Ernstfeld liegt in einer Senke, umgeben von Feldern und Waldabschnitten. Durch das Gebiet des Gemeindeteils fließt der Brünnlebach, der mehrere kleine Weiher speist.

## Verkehr
Direkt nördlich von Ernstfeld verläuft die Bundesstraße 470, über die die Bundesautobahn 93 erreicht wird. Südlich verläuft die Panzerstraße RG 301.

## Bau- und Geländedenkmäler
Auf dem Gebiet von Ernstfeld liegt das archäologische Geländedenkmal Burg Ernstfeld, von der ein Turmhügel erhalten ist. Zudem sind noch ein Wegekreuz, ein Gusseisenkruzifix auf einem obeliskartigen Sandsteinsockel, bezeichnet mit „1895“ (Aktennummer D-3-74-129-17) und ein zweigeschossiger Steildachbau mit Fachwerkgiebeln und gefasten Steingewänden aus dem 17. Jahrhundert (Aktennummer D-3-74-129-16) als Baudenkmäler gelistet.